# Freddy Quinn
Freddy Quinn, Manfred Quinn (urodzony jako Franz Eugen Helmut Manfred Nidl, potem Nidl-Petz, 27 września 1931 w Niederfladnitz) – austriacki piosenkarz, aktor, reżyser.
Jeden z najpopularniejszych wykonawców muzyki szlagierowej oraz żeglarskiej, który największą popularność w Austrii i RFN odniósł w latach 60. (obok Petera Alexandera i Udo Jürgensa najpopularniejszy artysta w tych czasach w tych krajach). Jest pierwszym wykonawcą w Niemczech, który przekroczył barierę miliona sprzedanych egzemplarzy, a do 1963 roku liczba sprzedanych egzemplarzy wzrosła 6-krotnie. Podobnie jak inny niemiecki piosenkarz, Hans Albers przybrał postać pozbawionego korzeni wędrowca, który wyrusza w morze, jednak tęskni za domem, rodziną i przyjaciółmi. Wylansował wiele utworów, takich jak m.in.: Der Legionär, Die Gitarre und das Meer, Heimweh, Heimatlos, Irgendwann gibt's ein Wiedersehn, Junge, komm bald wieder (cover utworu w 1973 roku wykonał turecki piosenkarz Alpay, który w 1973 roku umieścił ten utwór w swoim albumie pt. 7 Dilde Alpay), La Paloma, So geht das jede Nacht, Unter fremden Sternen, Vergangen vergessen vorüber. Sześć utworów zajmowało 1. miejsce na niemieckiej liście przebojów (26 utworów w pierwszej dziesiątce). Współpracował z wieloma kompozytorami, takimi jak m.in.: Ernst Bader, Bert Kaempfert, James Last, Lotar Olias. Sprzedał ok. 60 000 000 płyt. Nagrodzony wieloma nagrodami, wyróżnieniami i odznaczeniami, w tym m.in.: 4-krotnie złote, a także srebrne i brązowe Bravo Otto w kategorii Piosenkarz, Orderem Zasługi Republiki Federalnej Niemiec I stopnia (1984) z rąk Prezydenta Karla Carstensa za zasługi w rozpowszechnianiu niemieckich piosenek na całym świecie, Odznaką Honorową za Zasługi dla Republiki Austrii (1992), Biermann-Ratjen-Medaille (1996) przez Senat Wolnego i Hanzeatyckiego Miasta Hamburga za zasługi artystyczne dla miasta, Złoty Ratusz Miasta Wiednia (2006). Większość jego utworów opowiada o Hamburgu, bezkresnym morzu oraz samotnym życiu w odległych krajach.

## Wczesne życie
Urodził się w Niederfladnitz (obecnie Hardegg) w Dolnej Austrii jako syn sprzedawcy irlandzkiego pochodzenia Johanna (zm. 1943) i dziennikarki Edith Nidl (1910–1978). Pierwsze lata dzieciństwa spędził z ojcem w amerykańskim Morgantown w stanie Wirginia Zachodnia, gdzie uczęszczał do szkoły podstawowej oraz nauczył się gry na trąbce, trąbce sygnałowej, a język angielski stał się jego drugim językiem ojczystym. Następnie wrócił do mieszkającej w Wiedniu matkiTierpost und Die Glocke, gdzie po wstąpieniu do Deutsches Jungvolk grał na paradach fanfary. Wkrótce matka wyszła za mąż za piszącego wierwsze o zwierzętach w jednym z jej dwóch magazynów (Tierpost i Die Glocke) dziennikarza z rodziny arystokratycznej, Rudolfa Anatola von Petza (1887–1961), który wkrótce adoptował jej syna, który przyjął nazwisko Nidl-Petz. Jednak Quinn nie lubił swojego ojczyma (przez 15 lat walczył sądownie o wykreślenie jego nazwiska z dokumentów).
W czasie II wojny światowej został wysłany na Węgry, gdzie przebywał do jej zakończenia w 1945 roku. Następnie uciekał przed wojskami Armii Czerwonej, aż po czechosłowackie Pilzno, gdzie spotkał żołnierzy armii amerykańskiej. Dzięki płynnej znajomości języka angielskiego 14-letni wówczas Quinn mógł udawać przed nimi Amerykanina, dzięki czemu w maju 1945 roku został przewieziony transportem wojskowym do Stanów Zjednoczonych. Podczas pobytu w obozie dla uchodźców na Ellis Island na rzece Hudson w pobliżu Nowego Jorku dowiedział się, że jego ojciec zginął w wypadku samochodowym w 1943 roku. Następnie został odesłany statkiem do Europy, gdzie najpierw z powodu problemów z jego papierami spędził rok w ośrodku dla osób trudnych do wykształcenia w belgijskiej Antwerpii, gdzie w tamtym czasie uczęszczał do szkoły podstawowej, a także nauczył się języka francuskiego i niderlandzkiego, po czym wrócił do matki do Wiednia, gdzie uczęszczał do liceum przy Albertgasse w dzielnicy Josefstadt.
Quinn w wieku 16 lat uciekł z domu i wstąpił do cyrku, gdzie pracował jako dyrygent i akrobata, potem przeszedł na grę na saksofonie oraz szkolił się jako akrobata i linoskoczek. Z powodu swojego wieku był poszukiwany przez zawiadomioną przez ojczyma policję, po czym uciekł z kraju związkowego Burgenland do Rzymu, gdzie grał na fortepianie dla amerykańskich żołnierzy. Następnie przez Palermo dotarł statkiem do Tunisu, a stamtąd autostopem do Algierii. Później wyjechał do Marsylii, Paryża i Rotterdamu. W barach algierskiego miasta Sidi Bu-l-Abbas grał na gitarze swoje piosenki o tęsknocie i tęsknocie za domem przed stacjonującymi tam żołnierzami Legii Cudzoziemskiej, z których większość pochodziła z krajów niemieckojęzycznych. To zajęcie przyniosło mu wiele radości, a także dochody. Nauczyciel z Legii Cudzoziemskiej zaproponował próbne szkolenie, a następnie zdecydował, czy chce pozostać w jednostce. Po trzech tygodniach przemyśleń, Quinn zdecydował się na życie cywilne i powrót do Niemiec.

## Kariera

### Początki kariery

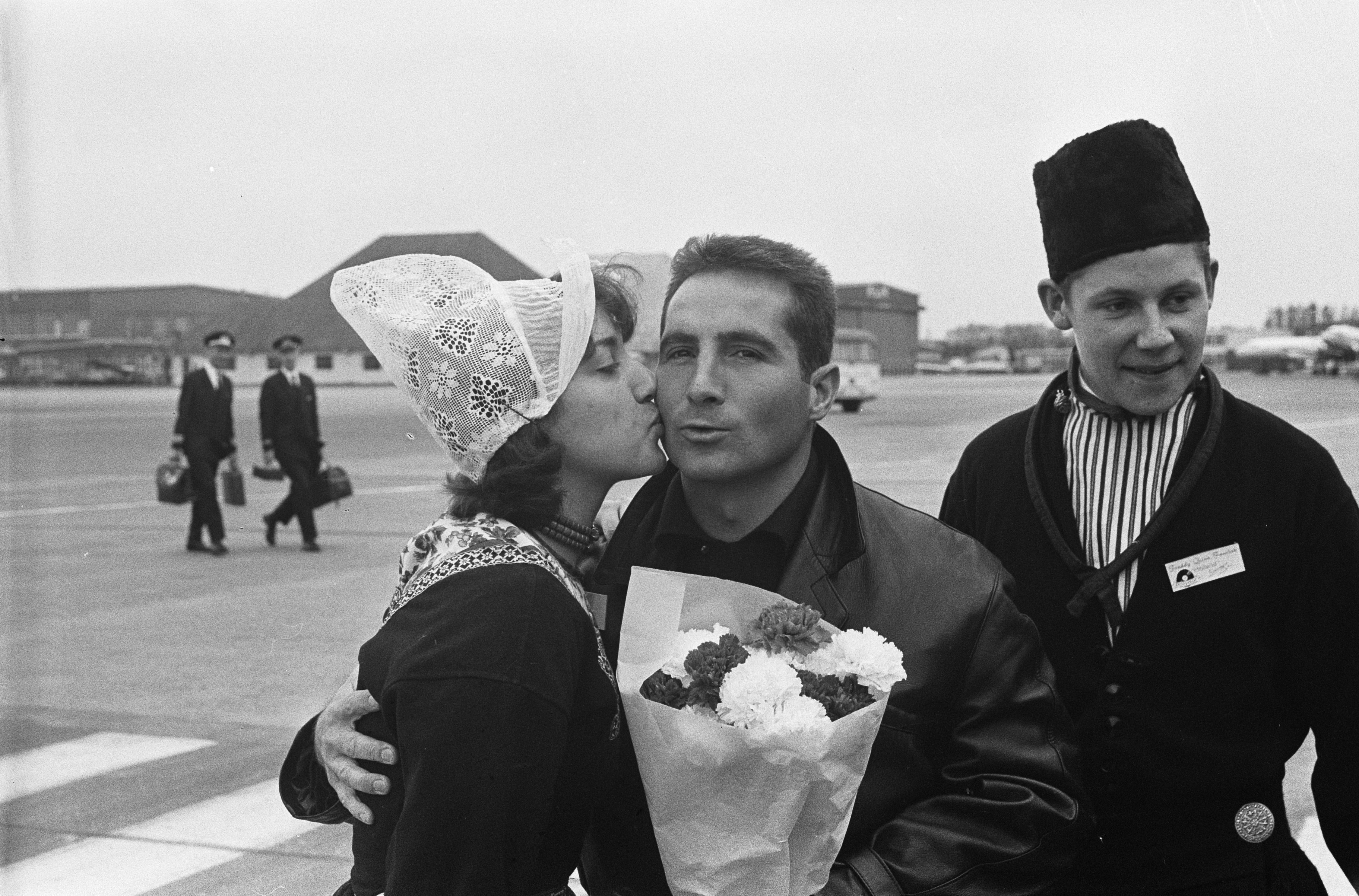
Freddy Quinn (1963)

Freddy Quinn w Fürth wykonywał piosenki country dla amerykańskich żołnierzy, a w Norymberdze dla stacji radiowej American Forces Network (AFN). W 1954 roku podczas występu w Washington Bar w dzielnicy Hamburga, St. Pauli został zauważony przez Wernera Baeckera i Jürgena Rolanda – łowców talentów z wytwórni Polydor Records, która zaproponowała mu kontrakt nagraniowy, następnie w latach 1954–1956 umożliwiła mu lekcję śpiewu w Wyższej Szkole Muzyki i Teatru w Hamburgu pod okiem Mai Evans. W 1955 roku nagrał swój pierwszy album pod pseudonimem Frederico Quinn für Telefunken (Frederico Quinn z Telefunken).

### Szczyt popularności
W 1956 roku nagrał z wytwórnią album zawierający dwa utwory w języku niemieckim: Sie hieß Mary Ann (cover utworu country pt. Sixteen Tons w oryginalnym wykonaniu Merle Travis, z niemieckojęzycznym tekstem Petera Moessera) oraz Heimweh (cover popowego utworu Memories Are Made of This w oryginalnym wykonaniu Deana Martina), który w tym samym roku był najlepiej sprzedającym się singlem w RFN, a także otrzymał podwójną platynową płytę oraz podwójną złotą płytę, a także na stacji radiowej Bayerischer Rundfunk został ogłoszony przez Wernera Götze Drzemką Roku. Po raz pierwszy na etykiecie płyty wydrukowano tylko imię wykonawcy, ponieważ podobno nikt w prasie nie wiedział, jak pisze się Quinn. Więc na początku był znany tylko jako Freddy. W tym samym roku został zatrudniony przez wytwórnię Polydor Records, a także był drugim obok Waltera Andreasa Schwarza reprezentantem RFN podczas 1. edycji Konkursu Piosenki Eurowizji w szwajcarskim Lugano z utworem pt. So geht das jede Nacht, który opowiada o niewiernej dziewczynie, spotykającą się z wieloma mężczyznami. Konkurs wygrała reprezentantka gospodarzy, Lys Assia z utworem pt. Refrain, a wyniki pozostałych utworów nie zostały opublikowane.
W 1958 roku Quinn nagrał singel w Japonii pod pseudonimem The Manhattans (nie mylić z amerykańskim zespołem rhythm and bluesowym The Manhattans) z rock and rollowymi utworami At the Hop i Stood Up. W tym samym roku reżyser serialu kryminalnego Stahlnetz, Jürgen Roland obsadził Quinna w 4. odcinku serialu, w którym wcielił się w rolę punkowego piosenkarza Aj Jü Lou. Następnie grał w wielu filmach i serialach, głównie w produkcjach muzycznych o tematyce morskiej, takich jak m.in.: Freddy, Gitara i Morze (Nagroda Bambi za najlepszy film), Freddy pod dziwnymi gwiazdami (1959), Freddy i pieśń mórz południowych (1962), Tęsknota za St. Pauli (1963), które zostały stworzone specjalnie dla niego oraz często grał postacie o imieniu „Freddy” w roli głównej. Grał u boku wielu znanych aktorów, takich jak m.in.: Heidi Brühl, Heinz Erhardt, Gustav Knuth, Gunnar Möller, Walter Scherau, Grethe Weiser, Ralf Wolter lub Rik Battaglia, grający głównie czarne charaktery w filmach ekranizowanych na podstawie powieści Karla Maya.
W 1966 roku, kiedy austriackie i niemieckie listy przebojów zdominały amerykańskie zespoły: The Beatles i The Rolling Stones, Quinn wydał singel, zawierający dwa utwory: Eine Handvoll Reis – utwór na temat wojny wietnamskiej oraz Wir, w którym wyrażał swój sprzeciw przeciwko ruchowi protestu lewicowych studentów. W tym samym roku po raz ostatni jego utwór, dokładnie Hundert Mann und ein Befehl (niemiecka wersja amerykańskiej ballady pt. The Ballad of the Green Berets w wykonaniu amerykańskiego żołnierza Barry’ego Sadlera), zajął 1. miejsce na niemieckiej liście przebojów.

### Dalsze lata

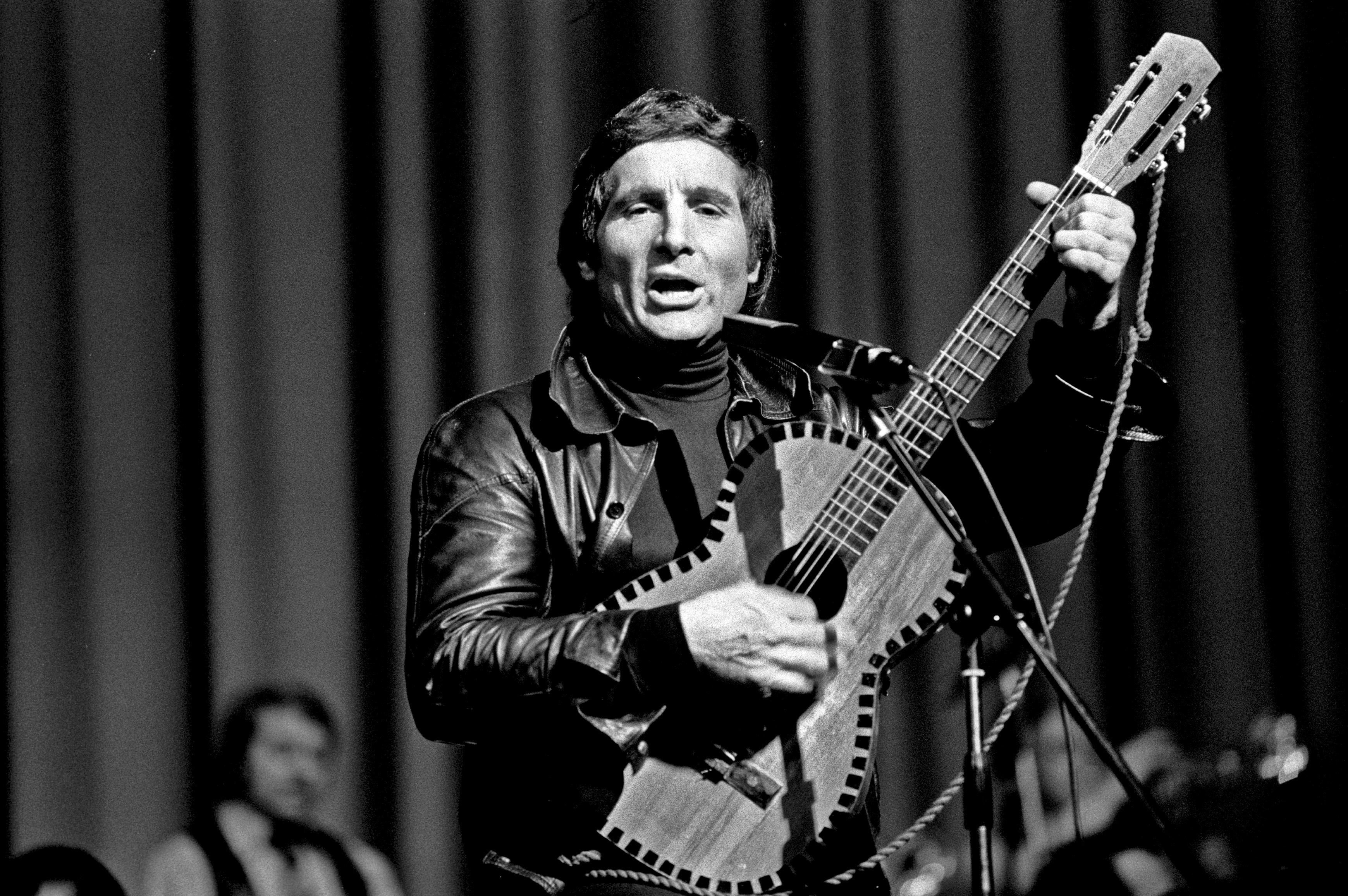
Freddy Quinn podczas występu w Hamburgu, 1971.

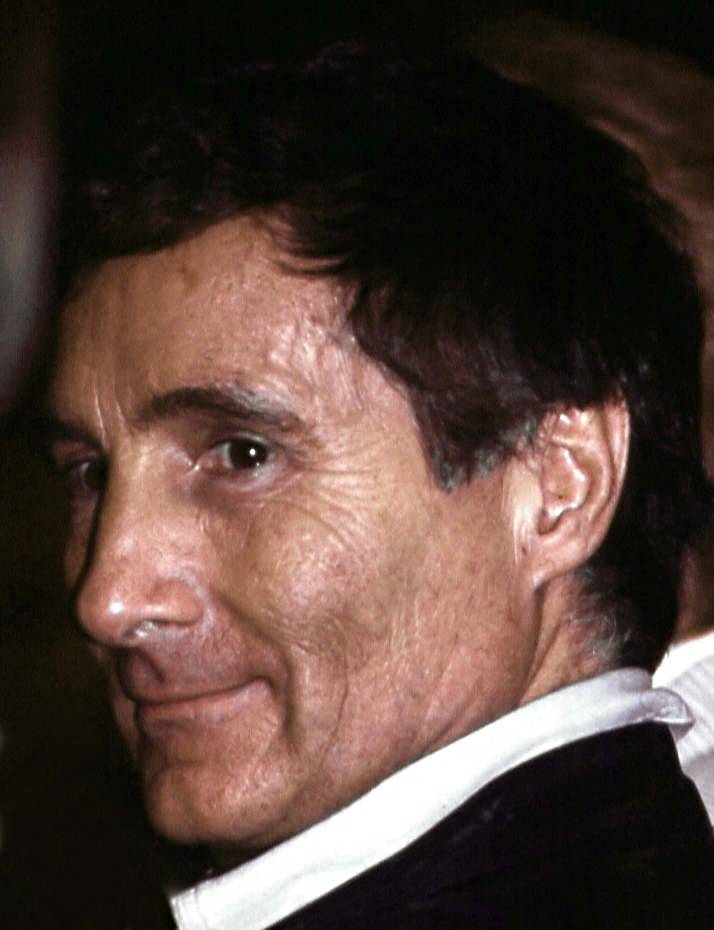
Freddy Quinn (1985)

Następnie już nie odnosił większych sukcesów, jednak dzięki licznym trasom koncertowym, występom gościnnym, występom w filmach i telewizji był zawsze obecny dla widzów, którzy wychowywali się na jego twórczości. Drugi szczyt w karierze osiągnął wraz z utworem pt. Das große Spiel, który wykonał wraz z chórem dziecięcym Fischer-Chöre 7 lipca 1974 roku na oczach 78 000 widzów na Stadionie Olimpijskim w Monachium przed rozpoczęciem meczu finałowego mistrzostw świata 1974, w którym reprezentacja RFN wygrała 2:1 z reprezentacją Holandii, zostając tym samym mistrzem świata oraz 600 000 000 ludzi przed telewizorami na całym świecie. Występował także w programach muzycznych Musik aus Studio B i Zum Blauen Bock, natomiast w 1979 roku wystąpił w operze upamiętniającej zmarłego wówczas komika i kompozytora, Heinza Erhardta pt. Noch ’ne Oper. W 1976 roku wydał album pt. It’s Country Time – pierwszy z dziewięciu albumów artysty muzyki country.
W 1981 roku wystąpił w nowojorskim Carnegie Hall. W tym samym roku otrzymał nagrodę opiekuna honorowego zamka w Hamburgu. W latach 1982–1984 był gospodarzem programu Country-Time, emitowanego w różnych stacjach telewizyjnych. Gośćmi muzycznymi w tym programie byli Johnny Cash, Dave Dudley, Emmylou Harris, Wanda Jackson, Jerry Lee Lewis oraz zespół Truck Stop.
W 1987 roku i 1991 roku wystąpił w dwóch odcinkach serialu pt. Großstadtrevier, w których wcielił się w rolę Lüdersa (w 1987 roku) oraz Hanne (w 1991 roku). Był również narratorem w słuchowisku radiowym Scotland Yard, w którym rozmawia z inspektorem MacMacIntoshem, a także śpiewał piosenkę przewodnią serialu animowanego Lucky Luke oraz kończącą każdy odcinek serialu pt. Einsamer Cowboy.
W 28 lutego 2003 roku Niemiecko-Amerykańska Federacja Muzyki Country (GACMF) przyjęła Quinna do Niemieckiej Galerii Sław Muzyki Country oraz otrzymał w Erfurcie z rąk Jonny’ego Hilla nagrodę niemieckiej Country Music Award.

## Pozostała działalność
Quinn był również znakomitym cyrkowcem, który oszołomił publiczność telewizyjną jako linoskoczek, występując na żywo i bez siatki bezpieczeństwa w popularny programie bożonarodzeniowym pt. Stars in der Manege. Podczas jednego z występów, transmitowanego w telewizji, jechał na lwie w klatce cyrkowej, podczas gdy lew balansował na ruchomej powierzchni. Kilkakrotnie moderował także program emitowany na stacji ZDF pt. Zirkus, Zirkus, którego również był reżyserem. Za swoje występy i zaangażowanie został nagrodzony „Cyrkowym Oscarem”.
Występował również w sztukach teatralnych, takich jak m.in.: Zemsta nietoperza (autor Johann Strauss (syn)) w roli księcia Orlofsky’ego, Król i ja (autor Oscar Hammerstein II) w roli króla, Ciotka Charleya (autor Brandon Thomas) w roli Lorda Fancourta Babberly’ego. W 1968 roku wystąpił gościnnie w Ohnsorg-Theater w Hamburgu w komedii Wilfrieda Wroosta pt. Die Kartenlegerin w reżyserii Hansa Mahlera wraz z innymi aktorami, takimi jak m.in.: Edgar Bessen, Heidi Kabel, Otto Lüthje, Willy Millowitsch, Erna Raupach-Petersen, Jochen Schenck.

## Filmografia

### Filmy
- 1954: Canaris[28]
- 1957: Wielka szansa – Freddy
- 1958: Bezdomny – Freddy
- 1959: Freddy, Gitara i Morze – Freddy Ullmann
- 1959: Freddy pod dziwnymi gwiazdami – Freddy Ullmann
- 1960: Freddy i melodia nocy – Freddy
- 1960: Droga jest daleka – Freddy
- 1961: Tylko wiatr – Mike O’Brien
- 1961: Freddy i milioner – Fritz Meyer
- 1962: Freddy i pieśń mórz południowych – Freddy
- 1963: Tęsknota za St. Pauli – Hein Steinemann/Jimmy Jones
- 1964: Freddy i pieśń prerii – Black Bill
- 1964: Freddy, zwierzęta, wrażenia – Freddy Baldoni
- 1967: Tęsknota za St. Pauli – Jimmy Jones
- 1968: Czytnik kart – Alfred Pause
- 1971: Rekiny na pokładzie – Fred Norman
- 1971: Chłopiec z St. Pauli – Pan Lehmkuhl
- 1983: Dzikie lata pięćdziesiąte – Generał Mark Clark
- 2004: Dziedziczka z sercem – Hans Ottensen

### Seriale
- 1958: Stahlnetz – Aj Jü Lou (odc. 4)
- 1987–1991: Großstadtrevier – Lüders (odc. 11), Hanne (odc. 36)
- 1990: Heidi und Erni – Marc Holm (odc. 11)
- 2004: In aller Freundschaft – Horst Seiler (odc. 244)

## Nagrody i odznaczenia

### Nagrody
- Złote Bravo Otto w kategorii Piosenkarz: 1960, 1961, 1962, 1963
- Srebrne Bravo Otto w kategorii Piosenkarz: 1964
- Brązowe Bravo Otto w kategorii Piosenkarz: 1965

### Odznaczenia
- Order Zasługi Republiki Federalnej Niemiec (I stopień): 1984
- Odznaka Honorowa za Zasługi dla Republiki Austrii: 1992
- Biermann-Ratjen-Medaille: 1996
- Złoty Ratusz Miasta Wiednia: 2006
- Przyjaciel i honorowy członek AWO Coburg: 2006
- Wpis do złotej księgi miasta Coburga: 2006

## Upamiętnienie
- W 1956 roku w Wiedniu powstało Archiwum Freddy’ego Quinna (obecnie obszerna kolekcja prawie wszystkich nośników dźwiękowych i wideo artysty, a także zdjęć, plakatów, programów i reportaży prasowych itp., które można oglądać na rejestracji)[29][30]. W 2006 roku część kolekcji została pokazana w Bezirksmuseum Josefstadt w Wiedniu w ramach jubileuszowej wystawy z okazji jego 75. urodzin oraz 50-lecia kariery artystycznej Freddy’ego Quinna, na której sam artysta był obecny.
- W lipcu 2001 roku za honorowe wystąpienie w roli moderatora AWO Coburg i projektu „Zirkus-Zirkus” w Kongresshaus Rosengarten w Coburgu, w miejscu przed AWO Coburg nadano imię Quinna – Freddy- Quinn-Platz.
- Z okazji 75. urodzin Freddy’ego Quinna portal internetowy Countrymusicnews.de nazwał Quinna „jednym z pionierów muzyki country w Niemczech”[31].
- Z okazji 80. urodzin Freddy’ego Quinna portal internetowy Country.de poświęcił mu artykuł[32].

## Życie prywatne
Freddy Quinn miał żonę Lilli Blessmann (1918–2008), która była jego menedżerką. Para wzięła ślub w 1956 roku i była ze sobą 52 lata, do śmierci Lilli Blessmann w styczniu 2008 roku.
W listopadzie 2004 roku Sąd Rejonowy w Hamburgu skazał Quinna na karę dwóch lat pozbawienia wolności w zawieszeniu oraz grzywnę w wysokości 150 000 euro za uchylanie się od płacenia podatków w latach 1998–2002 (ponad 90 000 euro). W zeznaniu podatkowym dla urzędu skarbowego w Hamburgu wskazał Szwajcarię jako swoją główną siedzibę, gdzie tymczasowo korzystał z mieszkania w domu dwurodzinnym w Tenero-Contra na północnym brzegu jeziora Lago Maggiore, a w rzeczywistości przebywał głównie w Hamburgu, w związku z czym podlegał opodatkowaniu w Niemczech. Przyznał się do zarzucanych mu czynów i spłacił wszystkie swoje zaległości podatkowe.
Mieszka w Hamburgu, z którym czuje szczególną więź (przez kilka lat mieszkał w Stanach Zjednoczonych). Mówi w siedmiu językach, śpiewa w dwunastu.
W 2009 roku, niedługo po śmierci żony, w dużej mierze wycofał się z życia publicznego. Już się nie pojawia i – z kilkoma wyjątkami – nie udziela żadnych wywiadów. W 2021 roku udzielił pierwszego od dłuższego czasu wywiadu, w którym opowiadał o swoim życiu na emeryturze i nowej miłości. Jest szczęśliwy w związku ze swoją partnerką Rosi, o której mówi, że zna ją od lat 70.